# توماتو بيست بلانت (ألاداغ)
توماتو بيست بلانت (بالإنجليزية: Tomato Paste Plant, Aladagh)‏ هي مستوطنة تقع في إيران في قسم ألاداغ الريفي. يقدر عدد سكانها بـ 20 نسمة .